# Diadegma capense
Diadegma capense là một loài tò vò trong họ Ichneumonidae.